# 小行星3179
小行星3179（3179 Beruti）是一颗绕太阳运转的小行星，为主小行星带小行星。该小行星于1962年3月31日发现。
該小行星以阿根廷作曲家阿圖羅·貝魯蒂命名。

## 轨道参数
小行星3179的轨道半长轴为3.0987936 UA，离心率为0.154。